# 邵在德
邵在德（英文：Markus Shaw），香港企业家、社会活动家。现任世界自然基金会（WWF）在香港的主席。

## 生平
邵在德祖籍浙江宁波镇海（今镇海区），是香港邵逸夫家族的代表人物，電影大亨邵逸夫二哥邵邨人的孙子。生于英国伦敦，长于香港（出生六个月后即被父亲带回香港）。邵在德是中欧混血儿，父亲邵氏为华人，母亲为奥地利人。邵在德毕业于英国剑桥大学，获得历史学學士和硕士学位。
邵曾在伦敦的法学院学习法律，并在伦敦获得律师资格。曾在伦敦的律师事务所Linklaters服务。邵在六年伦敦公司律师执业后返回香港，并于1992年加入家族企业。2005年，成为世界自然基金的董事。邵致力于香港环境改善，是香港环境署的顾问。
邵在德是香港多家公司的董事，并是家族企业邵氏父子有限公司董事。业余爱好音乐，是香港多家管弦乐组织的会员。曾参与创建香港民间环保团体“創建香港”和“健康空氣行動”。

## 相关链接
- 世界自然基金會香港分會
- 邵逸夫家族
- 邵氏兄弟